# کامیلا تیلینگ
کامیلا تیلینگ (سوئدی: Camilla Tilling؛ زادهٔ ۱۹۷۱) خوانندهٔ سوپرانوی اپرا اهل سوئد است. وی دانش آموختهٔ آکادمی موسیقی و نمایش دانشگاه گوتنبرگ و کالج سلطنتی موسیقی لندن است.
نخستین اجرای حرفه ای او ایفای نقش «اُلیمپیا» در افسانه‌های هافمن در ۱۹۹۷ یوتبری بود و سپس در نقش‌های اپرایی دیگری در تالار اپرای سلطنتی لندن و تالار اپرای متروپولیتن نیویورک ظاهر شد. او با فیلارمونیک لس آنجلس، ارکستر سمفونیک سلطنتی و فیلارمونیک برلین نیز همکاری داشته‌است.